# Effetto Tyndall

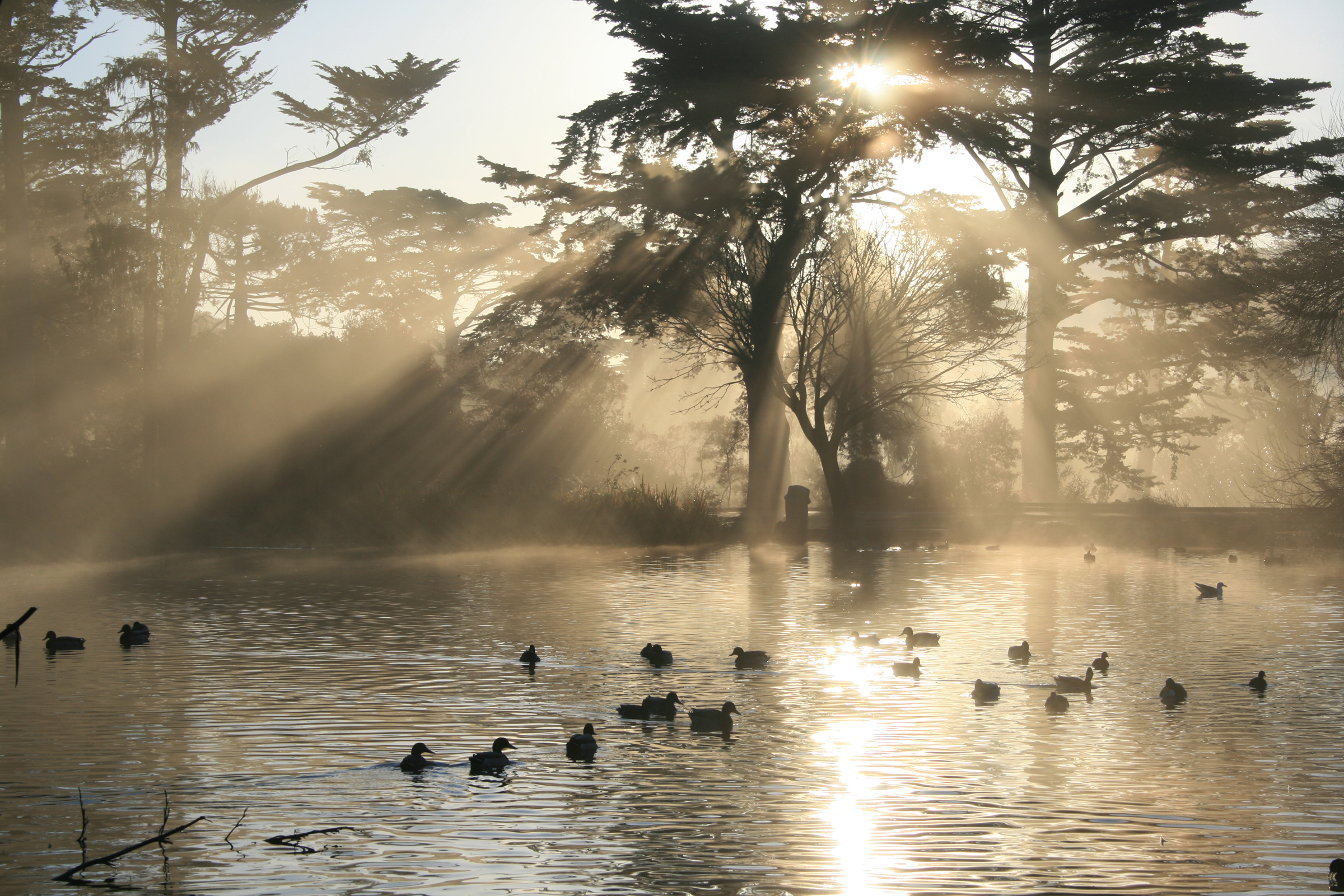
L'effetto Tyndall crea su questo stagno un'atmosfera suggestiva.

L'effetto Tyndall è un fenomeno di diffusione della luce dovuto alla presenza di particelle, di dimensioni comparabili a quelle delle lunghezze d'onda della luce incidente, presenti in sistemi colloidali, nelle sospensioni o nelle emulsioni.
Il fenomeno è facilmente rilevabile nella vita di tutti i giorni: ad esempio, osservando dei raggi di luce quando attraversano sistemi in cui sono sospese o disperse delle particelle solide o liquide (ad esempio della polvere o delle gocce d'acqua). L'effetto Tyndall è rilevabile anche in oftalmologia a seguito della comparsa patologica di corpuscolatura (cellule infiammatorie) dell'umore acqueo presente nella camera anteriore dell'occhio. I nei blu appaiono di questo colore a causa dell'effetto Tyndall.

## Scoperta e studio

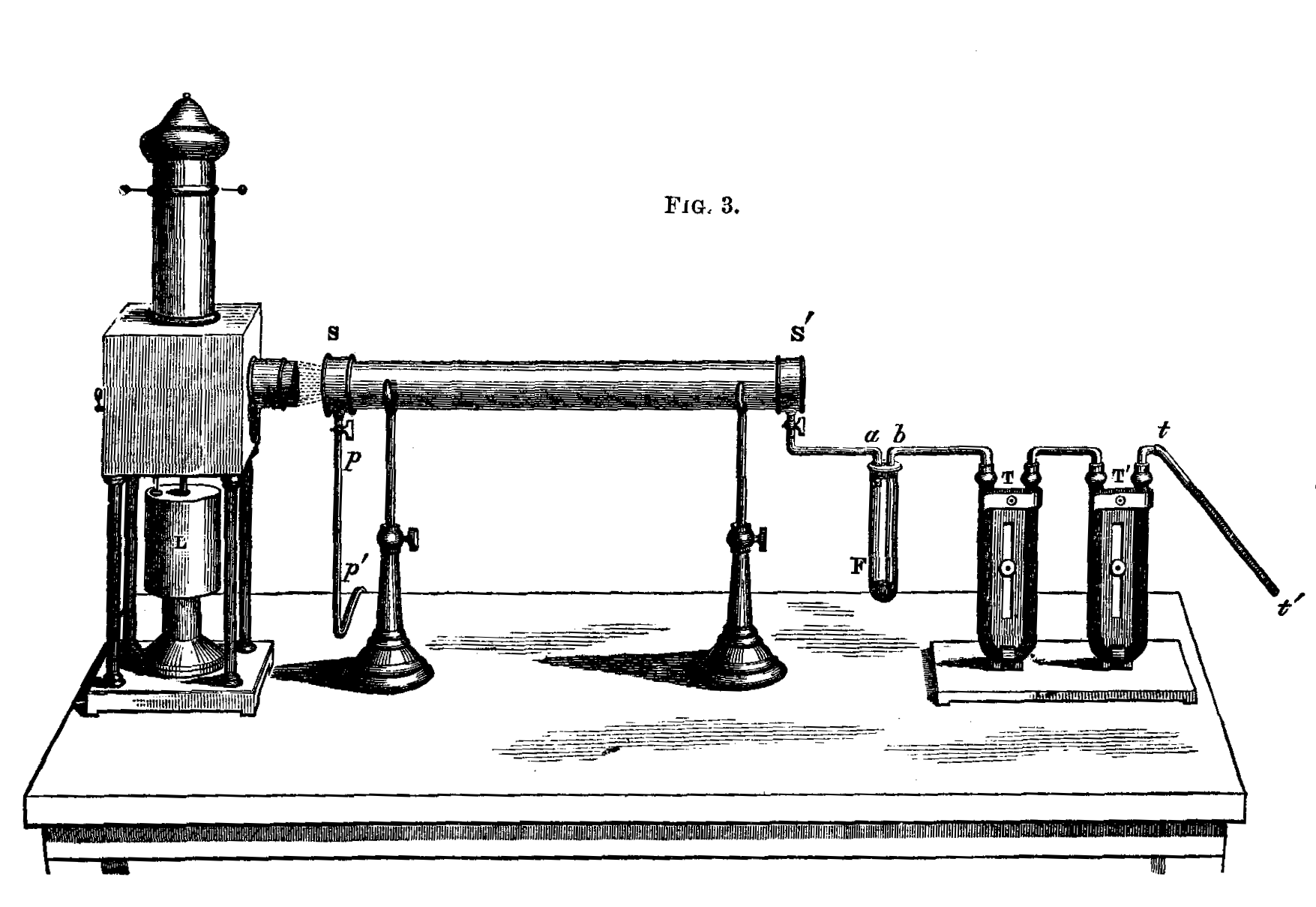
Apparecchiatura utilizzata da John Tyndall.

Il nome proviene dallo scienziato irlandese che per primo lo descrisse nel XIX secolo senza spiegarlo. Fu Gustav Mie a studiarlo in maniera rigorosa nel 1908 (scattering Mie).
Questo effetto è utilizzato per distinguere la dispersione della luce operata da sistemi di diversa natura, ovvero  soluzioni, colloidi e sospensioni; lo studio dell'effetto Tyndall consente anche di elaborare dei metodi per determinare la massa e la dimensione di macromolecole o di fumo.

## Alcuni dettagli qualitativi sull'effetto Tyndall

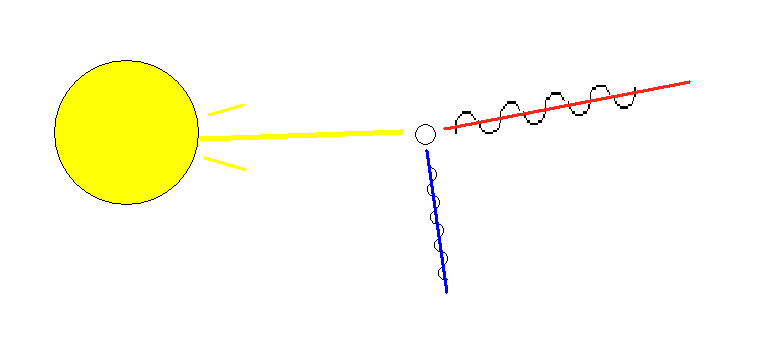
La luce a più alta frequenza (blu) viene diffusa molto di più di quella a bassa frequenza (rosso) che passa quasi indisturbata.

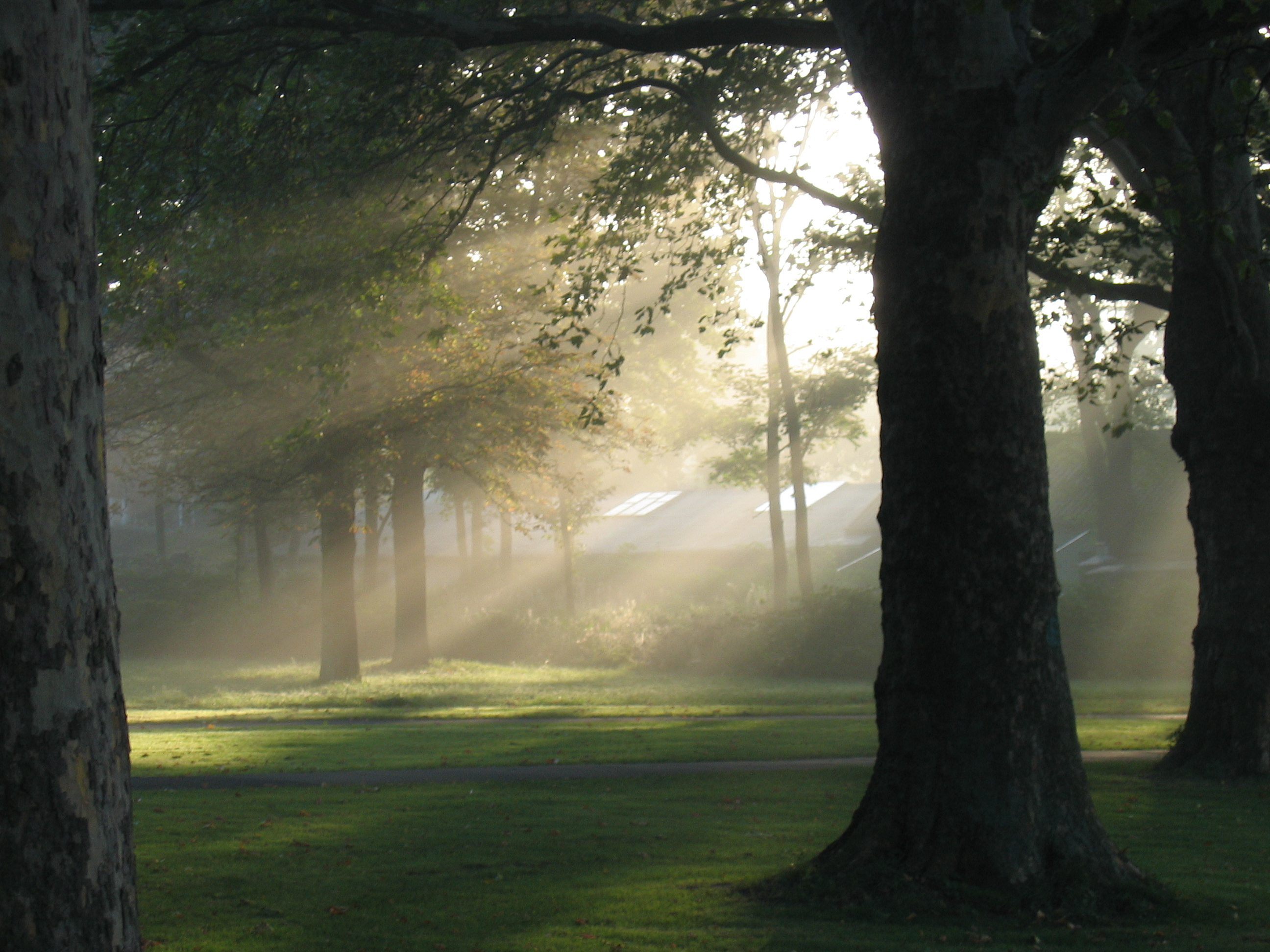
Effetto Tyndall dei raggi solari attraverso la foschia

L'esperienza dell'effetto Tyndall è un evento comune. Esso si manifesta, ad esempio, quando i fanali di un'auto sono accesi in una giornata di nebbia. La luce con lunghezze d'onda più corte vengono disperse meglio, sicché il colore della luce dispersa assume una tinta azzurra. In maniera simile, ma per effetto dello scattering di Rayleigh, il cielo assume colorazione azzurro-bluastra: la luce solare è dispersa dalle molecole dell'aria e il cielo, pertanto, ci appare blu perché esso è più diffuso dall'atmosfera rispetto al giallo, al verde e al rosso.
Questo effetto si verifica perché, assumendo che le goccioline d'acqua siano più piccole della lunghezza d'onda della luce incidente, si può applicare lo scattering di Rayleigh che è fortemente dipendente dalla lunghezza d'onda. Il risultato è che la luce all'estremità blu dello spettro viene diffusa con forza in tutte le direzioni (anche verso l'osservatore) mentre quella all'estremità rossa dello spettro si propaga quasi indisturbata. Di conseguenza è principalmente la luce blu a essere diffusa verso l'osservatore e il cielo appare del tipico colore azzurro. Al tramonto tuttavia la luce del sole percorre una lunghezza maggiore nell'atmosfera, che filtra le frequenze blu e giungendo all'occhio dell'osservatore a un angolo più lontano dalla perpendicolare rispetto alla sua direzione, tingendo i tramonti di rosso.
Se si vogliono però confrontare i dati sperimentali con la teoria bisogna considerare che le goccioline d'acqua presenti nell'atmosfera hanno spesso dimensioni comparabili con la lunghezza d'onda della luce visibile e quindi è necessario sostituire la teoria della scattering Rayleigh con la teoria dello scattering Mie, interpretando così il primo come caso particolare del secondo.